# Assemblea nazionale (Guyana)
L'Assemblea nazionale (in inglese National Assembly) è il parlamento della Guyana. È composto da 65 membri, di cui 53 eletti ogni cinque anni con sistema proporzionale e 12 nominati dai governi locali. Il presidente è eletto per cinque anni sulla base delle elezioni parlamentari.